# Journal of the Optical Society of America
Das Journal of the Optical Society of America ist eine wissenschaftliche Fachzeitschrift mit Peer-Review im Themenbereich Optik, die seit 1917 von der Optical Society (OSA, früher Optical Society of America) herausgegeben wird. Seit 1984 ist es in zwei Unterzeitschriften aufgeteilt.

## 1917 bis 1983: JOSA
Von 1917 bis 1983 erschien die Zeitschrift als Journal of the Optical Society of America (Kurzbezeichnung nach ISO 4: J. Opt. Soc. Am., häufig auch als JOSA abgekürzt, ISSN 0030-3941). Im Jahr 1917 erschienen fünf Ausgaben. Nachdem im Folgejahr gar keine und 1919 nur zwei Ausgaben erschienen waren, erschien das Journal 1920 und 1921 zweimonatlich. 1922 erschienen 10 Ausgaben (an jedem Monatsersten mit Ausnahme von Februar und April). Ab 1923 erschien die Zeitschrift monatlich.

## Seit 1984: JOSA A und JOSA B
Nach der letzten Ausgabe des Jahres 1983 wurde JOSA in zwei Zeitschriften aufgeteilt:
Das Journal of the Optical Society of America A (JOSA A, ISO 4: J. Opt. Soc. Am. A, ISSN der Printversion 1084-7529, 1520-8532 für die Onlineversion) befasst sich mit klassischer Optik, visueller Wahrnehmung, Farbe, atmosphärischer Optik, Kohärenz und statistischer Optik, Beugung, Streuung, Polarisation, dünnen Schichten, Bildverarbeitung und maschinellem Sehen. Wissenschaftlicher Herausgeber ist P. Scott Carney von der University of Rochester (USA), seine Stellvertreterin ist Christine Fernandez-Maloigne von der Universität Poitiers (Frankreich).
Das Journal of the Optical Society of America B (JOSA B, ISO 4: J. Opt. Soc. Am. B, ISSN Print 0740-3224, ISSN Onlineversion 1520-8540) versteht sich als allgemeines Optik-Journal mit einer zum Schwesterjournal JOSA A komplementären Themenauswahl, die den Schwerpunkt auf Forschung zu den Grundlagenforschung der Wechselwirkungen zwischen Licht und Materie legt, insbesondere Quantenoptik, Nichtlineare Optik, Laserphysik, die Optik von Materiewellen, Lichtwellenleitern, Metamaterialien, photonische Kristalle, photorefraktive Materialien, Holografie, Spektroskopie und Ultrakurzzeit-Spektroskopie und die Optik von Terahertzstrahlung. Sein wissenschaftlicher Herausgeber ist Kurt Busch von der Humboldt-Universität zu Berlin (Deutschland), stellvertretender Herausgeber ist Igor I. Smolyaninov von der University of Maryland, College Park (USA).
Der Impact Factor von JOSA A für das Jahr 2018 beträgt 1,861, jener von JOSA B 2,284. Damit nehmen die beiden Zeitschriften in der Statistik der Journal Citation Reports (JCR) den 52. bzw. 43. Platz unter 95 Journalen im Themenbereich Optik ein. Die Platzierung hat sich damit seit der Jahrtausendwende deutlich verschlechtert; für das Jahr 2000 hatten sie noch die Plätze 12 bzw. 7 unter damals 57 Titeln inne.